# یاسوشی ساساکی

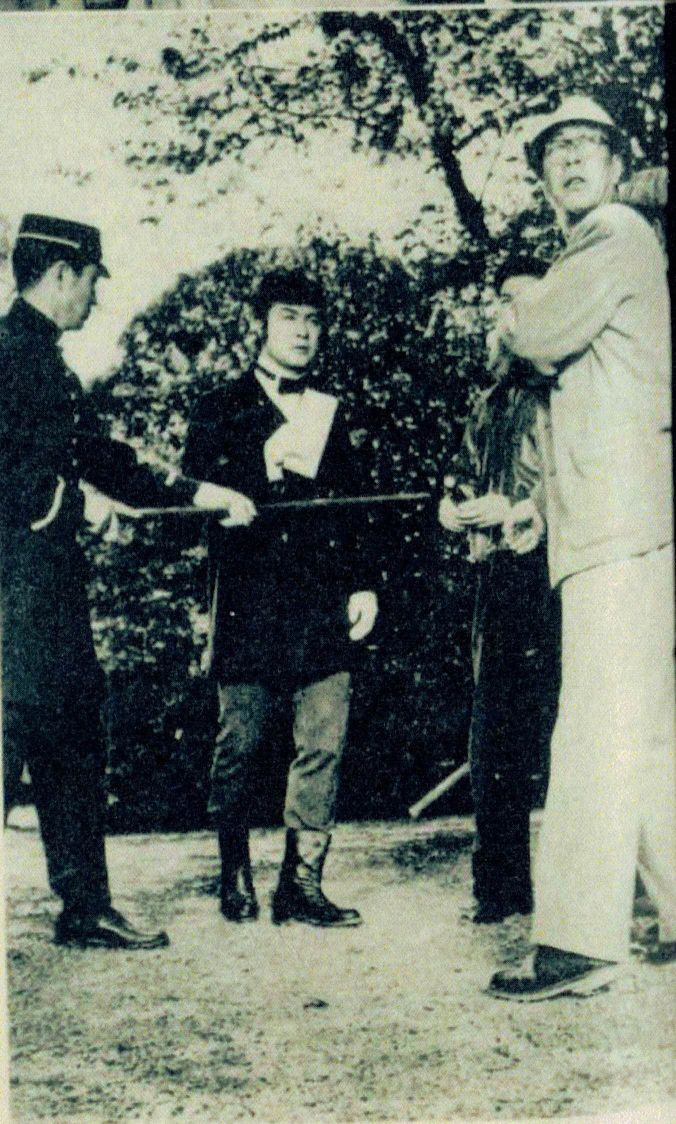
صحنهٔ تیراندازی در فیلم «شهر مه» (۱۹۵۷) - چییونوسوکه آزوما بازیگر در وسط تصویر، کارگردان یاسوشی ساساکی در سمت راست تصویر

یاسوشی ساساکی (به ژاپنی: 佐々木 康 Sasaki Yasushi) (۲۵ ژانویه ۱۹۰۸–۱۳ سپتامبر ۱۹۹۳) یک کارگردان فیلم ژاپنی بود. او چندین فیلم را از دهه ۱۹۲۰ تا دهه ۱۹۶۰ کارگردانی کرد.